# Acid1
Acid1，最初被称为盒模型酸试验，是一个用于测试浏览器的网页。它在1998年10月开发，成为了衡量早期浏览器兼容性的重要准线，特别是浏览器对层叠样式表1.0的支持情况。就像用酸试验来迅速并直观的衡量一块金属的质量好坏，网页酸试验的目标是提供一个可以清楚地表明浏览器的是否遵守網頁標準的方法。

## 历史
Acid1在一个网页上测试了浏览器的许多特性，而网页最后的渲染结果应该和标准的对照图片相同。所有的主流浏览器都通过了Acid1测试。托德凡奈（Todd Fahrner）开发了Acid1以提高浏览器间的兼容性，而他当时被各种浏览器对Web标准的解释各不相同所困扰。凡奈的灵感来自于布雷登麦克丹尼尔（Braden McDaniel）所开发的多个测试程序。在麦克丹尼尔设计的那些测试程序中，他用标准的对照图片，来说明预期的结果。凡奈设计了一个全面的测试程序，把标准的渲染结果存放在一张图片中，用于对比结果是否正确。1999年，该测试被纳入CSS1 Test Suite。Acid1中使用的文字来源于T. S. Eliot的诗The Hollow Men。Acid1在Internet Explorer 5.0 for Mac中被做成一个复活节彩蛋，可通过“about:tasman”来访问，测试页面中的文字被替换为了开发者的名字。
Acid1成為Acid2和Acid3的创作灵感来源。